# Daniel Catarino
Daniel Catarino é um compositor, músico e realizador alentejano, natural de Cabeção, membro das projectos Uaninauei, Bicho do Mato, O Rijo, Alentexas, Ao Lado e Cajado. Utilizou os pseudónimos Long Desert Cowboy, Oceansea e Landfill para os seus projectos a solo até 2014, altura em que assumiu o seu nome de nascimento como identidade artística.

## História
Daniel Catarino nasceu em 1983  em Cabeção, e começou a tocar guitarra aos 11 anos.
O seu primeiro registo discográfico acontece em 2006 com "Panorama de uma Vida Normal", sob o pseudónimo Landfill. Em 2007 lança dois álbuns simultaneamente sob o pseudónimo Long Desert Cowboy. Em 2008 edita novo álbum como Long Desert Cowboy e estreia o projeto Oceansea, com canções acústicas em inglês.
Em 2009 edita o seu último trabalho como Landfill, novo disco como Long Desert Cowboy e novo EP como Oceansea, gravado ao vivo na Antena 3. É editado ainda o único disco da sua banda de heavy metal Seven Thousand.
Em 2010 é lançado "Lume de Chão" o disco de estreia de Uaninauei, banda onde é vocalista e guitarrista. Edita ainda "Symphony of the Deceased", novo disco como Long Desert Cowboy.
Em 2011 forma a banda de folk rock com influências tradicionais Bicho do Mato, com que edita o primeiro EP em 2012. Em 2013 edita o último registo como Oceansea, que regista mais de 3 milhões de ouvintes na plataforma Jamendo, e é lançado o EP "Menina Vitória" de Uaninauei, que antecipa a edição do álbum "Dona Vitória" em 2014. A banda apresenta-se ao vivo no festival NOS Alive, com Tame Impala, Phoenix, Band of Horses, entre outros. Ainda em 2014, edita "A Gunslinger's Galaxy", o último registo até à data como Long Desert Cowboy, e inicia a adopção do seu nome próprio para trabalhos a solo com "Bens Que Vêm Por Mal", a que se segue "Songs From The Shed" em 2015. Este disco é acompanhado por uma tour na Alemanha, durante a qual faz um diário para o site da Antena 3. Nesse mesmo ano, edita ainda o EP "Anta do Livramento" com o duo Cajado, que partilha com Joel Fausto.
Em 2016, lança com os Bicho do Mato o álbum "A Vingança do Bicho do Mato", e volta às edições em nome próprio já em 2017 com "Panorama de uma Vida Anormal", disco que celebra os 10 anos do seu primeiro trabalho.
Em 2018 volta a editar canções em inglês no EP "Songs From The Train Station", e regressa já em 2019 com o LP "Sangue Quente Sangue Frio", que é apresentado numa tour conjunta com Fast Eddie Nelson.
Em 2020, com o início da pandemia de COVID-19, compõe, grava, edita o vídeo e lança o tema "Não Tenho Mais Medo de Morrer Do Que Ontem" em 3 dias, acompanhado por um videoclip com imagens de fãs a lavar as mãos. Continua a compor e a lançar temas e vídeos durante o isolamento, que são compilados no EP "Isolamento Voluntário?" e editados pela Saliva Diva em 2021.

## Participações
Daniel Catarino escreveu letras para dois temas do disco Extravagante, da banda Uxu Kalhus.. Escreveu e interpretou ainda temas para Mordomo, Compadres e Awaiting The Vultures

## Cinema
Catarino compôs a banda sonora original da curta-metragem "Virga", do neozelandês Ben Spink. Dois dos seus temas como Long Desert Cowboy estão também incluídos na banda sonora do documentário Truth in Transit, um filme sobre o misterioso aeroporto de Montello, Nevada.  Compôs ainda a banda sonora para o western spaghetti "Duelo", realizado por André Mendes.
Em 2018 escreveu e realizou a sua primeira curta-metragem, "Compromisso Omisso", que participou em diversos festivais de cinema internacionais.

## Discografia

### Daniel Catarino[36]
- 2014 - Bens Que Vêm Por Mal (EP)
- 2015 - Songs From The Shed
- 2017 - Panorama de uma Vida Anormal
- 2018 - Songs From The Train Station (EP)
- 2019 - Sangue Quente Sangue Frio
- 2020 - Songs From The Past, Vol. 1
- 2021 - Isolamento Voluntário? (EP)

### como Landfill[36]
- 2006 - Panorama de uma Vida Normal
- 2009 - Rádio Pirata

### como Oceansea[36]
- 2008 - Songs From The Bedroom Floor
- 2009 - Acoustic Radio Session
- 2013 - Songs From The Attic Window

### como Long Desert Cowboy[37]
- 2007 - Sandshoes
- 2007 - Western Spaghetti
- 2008 - Handmade Music 1999-2003
- 2008 - Finareia
- 2009 - Midnight Lullabies
- 2010 - Symphony of the Deceased
- 2014 - A Gunslinger's Galaxy

### com Uaninauei[38]
- 2010 - Lume de Chão
- 2013 - Menina Vitória (EP)
- 2014 - Dona Vitória

### com Bicho do Mato[39]
- 2012 - Bicho do Mato (EP)
- 2016 - A Vingança do Bicho do Mato

### com Cajado[39]
- 2015 - Anta do Livramento (EP)